# Laboratorio de Pruebas de Equipos y Materiales (LAPEM)
El Laboratorio de Pruebas de Equipos y Materiales, conocido también como LAPEM por sus siglas, es una Unidad de Negocio, perteneciente a la Dirección Corporativa de Negocios Comerciales de la Comisión Federal de Electricidad (CFE), que comercializa "soluciones de ingeniería especializada, pruebas de laboratorio y campo a equipos y materiales, así como servicios de gestión de calidad de suministros y sistemas".

## Historia
El LAPEM fue fundado en el año de 1952 con el propósito de “Prestar un apoyo de carácter técnico en lo relativo a la generación, transmisión y distribución de energía eléctrica”

## Oficinas
Sus laboratorios y oficinas principales se ubican en el Municipio de Irapuato, estado de Guanajuato, México y cuenta con 10 oficinas (Delegaciones de Control de Calidad), distribuidas en la República Mexicana en:
- Ciudad de México
- Mexicali, Baja California
- Morelia, Michoacán
- Puebla, Puebla
- Monterrey, Nuevo León
- Zapopan, Jalisco
- Hermosillo, Sonora
- Gómez Palacio, Durango
- Xalapa, Veracruz
- Oaxaca, Oaxaca

## Laboratorios
El LAPEM cuenta con laboratorios de:
- Alta Corriente
- Alta Potencia
- Transformación
- Metrología
- Protecciones y Comunicaciones
- Pruebas Mecánicas
- Mecánica y Materiales
- Química Analítica
- Sistemas de Distribución
- Sistemas de Transmisión
- Sistemas Químicos